# Jillian Richardson
Jillian Cheryl »Jill« Richardson-Briscoe, kanadska atletinja, * 10. marec 1965, Guayaguayare, Trinidad in Tobago.
Nastopila je na olimpijskih igrah v letih 1984, 1988 in 1992, leta 1984 je osvojila srebrno medaljo v štafeti 4×400 m, leta 1992 pa četrto mesto v isti disciplini in peto v teku na 400 m. Na svetovnih dvoranskih prvenstvih je osvojila bronasto medaljo v teku na 400 m leta 1989, na panameriških igrah dve srebrni medalji v štafeti 4x400 m, srebrno medaljo v teku na 400 m in bronasto v štafeti 4×100 m, na igrah Skupnosti narodov pa dve zlati medalji v štafeti 4x400 m ter srebrno medaljo v teku na 800 m.